# Noah Falstein
Noah Falstein est un concepteur et producteur américain travaillant dans l’industrie du jeu vidéo depuis les années 1980. Il a notamment travaillé pour Lucasfilm Games, DreamWorks Interactive et 3DO Company. Il a également écrit pour le magazine Game Developer dans lequel il était responsable de la rubrique Better by Design. Il est actuellement employé par Google.

## Travaux publiés
- 1983 : Sinistar (jeu d’arcade) – chef de projet et concepteur (WMS Industries)[2]
- 1985 : Koronis Rift (Commodore 64) - chef de projet, concepteur, programmeur (Lucasfilm Games)[3]
- 1986 : PHM Pegasus (Commodore 64) - chef de projet, concepteur, programmeur (Lucasfilm Games)[1]
- 1988 : Battlehawks 1942 (DOS) - producteur (Lucasfilm Games)
- 1989 : Indiana Jones et la Dernière Croisade (DOS) - chef de projet, concepteur (LucasArts)[1]
- 1992 : Indiana Jones et le Mystère de l'Atlantide (DOS) - concepteur (LucasArts)[1]
- 1997 : Chaos Island (Windows) - concepteur (DreamWorks Interactive)[1]
- 2002 : Hungry Red Planet (Windows) - concepteur (Health Media Lab)[1]